# Passova
Passova is een geslacht van vlinders van de familie dikkopjes (Hesperiidae), uit de onderfamilie Pyrrhopyginae.

## Soorten
- P. ganymedes (Bell, 1931)
- P. gazera (Hewitson, 1866)
- P. gellias (Godman & Salvin, 1893)
- P. glacia Evans, 1951
- P. greta Evans, 1951
- P. nigrocephala (Bell, 1934)
- P. passova (Hewitson, 1866)
- P. polemon (Hopffer, 1864)
- P. vilna Evans, 1951